# روایت‌شناسی
روایت‌شناسی (به زبان انگلیسی: Narratology) مجموعه‌ای از احکام کلی دربارهٔ ژانرهای روایی، نظام‌های حاکم بر روایت (داستان‌گویی) و ساختار پیرنگ است. روایت‌شناسی را از دیدگاه تاریخ آن می‌توان به سه دورهٔ پیش از ساختارگرایی (تا ۱۹۶۰)، دورهٔ ساختارگرایی (از ۱۹۶۰ تا ۱۹۸۰) و دورهٔ پساساختارگرایی تقسیم کرد. با کمرنگ شدن رویکردهای ساختارگرا و ظهور پساساختارگرایی در اواسط نیمهٔ دوم هشتاد و نیز نوتاریخ‌باوری آوازهٔ مرگ روایت‌شناسی برخاست. اما مرگ روایت‌شناسی چیزی جز تجربهٔ تغییری چشمگیر نبود که حاصل آن تنوع‌بخشی، ساخت‌شکنی و سیاستمندی برای نظریهٔ روایت معاصر بود.
خاستگاه روایت‌شناسی به کتاب بوطیقای ارسطو برمی‌گردد که در فصل سوم آن میان بازنماییِ یا محاکات یک ابژه (سرگذشت، پدیده) توسط راوی و بازنماییِ آن توسط شخصیت‌ها تمایزی قائل شد و این اولین قدم در عرصهٔ روایت‌شناسی به شمار می‌رود. آثار انسان‌شناس ساختارگرای فرانسوی، کلود لوی-استروس دربارهٔ اسطوره‌ها تأثیر مهمی در نظریه‌های روایت گذاشت و او نشان داد که ساختارهای روایی اسطوره‌های منفرد به ساختار کلی و جامعی مربوط می‌شود که پی‌ریزندهٔ همهٔ آن‌ها است. ولادیمیر پراپ روسی از شارحان فرمالیسم روسی از دیگر چهره‌های مطرح در تکوین روایت‌شناسی است. او کوشش نمود تا عناصر روایی مشترک در همهٔ قصه‌های عامیانه را به روشی مشابه با شیوهٔ لوی-استروس تعریف یا به تعبیر خود، ریخت‌شناسی کند. آلگرداس گریماس تلاش خود را روی تحلیل معناییِ ساختار عبارت‌ها می‌گذارد تا به دستورزبان کلی روایت دست یابد. تزوتان تودوروف، ژرار ژنت، رولان بارت و فردریک جیمسون از دیگر چهره‌های برجستهٔ روایت‌شناسی هستند.